# Dékoulakisation

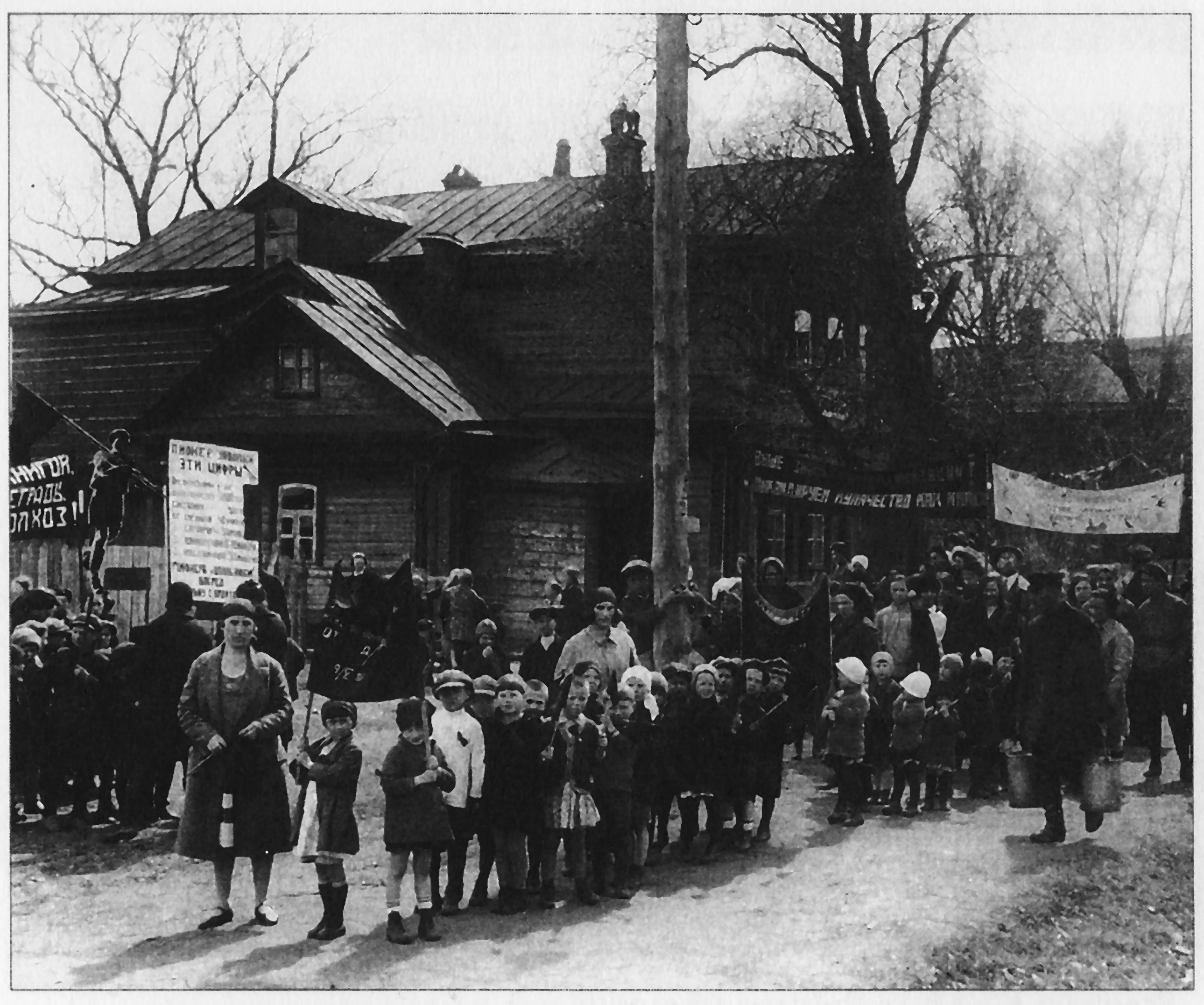
Manifestation dans le cadre de la dékoulakisation. Les calicots portent : « Nous allons liquider les koulaks en tant que classe » et « Tout pour la lutte contre les saboteurs de l'économie agricole ».

La dékoulakisation (en russe : раскулачивание, raskoulatchivanié) est une campagne de répression en Union soviétique dirigée vers les koulaks. Elle accompagna la collectivisation forcée des terres, pendant la dictature de Joseph Staline de 1929 à 1933. Cette politique se caractérisait par des emprisonnements, des confiscations, des exécutions et des déportations de masse.
L'objet de ces oppressions brutales a été en particulier les familles paysannes supposées riches, mais aussi les paysans de classe moyenne et leurs proches, ainsi que les habitants des campagnes qui n'adhéraient pas — réellement ou supposément — à la politique du Parti communiste de l'Union soviétique (PCUS). Environ 30 000 personnes ont été fusillées. Environ 2,1 millions de personnes ont été déportées dans des régions éloignées et inhospitalières, dont 1,68 à 1,8 million de 1930 à 1931,,. En outre, 2  à   2,5 millions de personnes ont été expulsées dans leur propre région vers des sols plus pauvres. Des experts estiment que la faim, les maladies et les exécutions ont coûté la vie à de 530 000  à   600 000 personnes. Les paysans ont réagi, surtout en 1930, par une résistance considérable. De nombreux soulèvements ont agité les campagnes contre la violence de l'état. À plusieurs reprises, les fonctionnaires du parti et de l'état ont craint que la résistance paysanne ne s'étende à une révolution dans tout le pays.
La dékoulakisation a menacé la paysannerie par l'anéantissement physique, la déportation et la confiscation. C'est de cette manière qu'elle devait aider au succès de la collectivisation. Le résultat fut que la dékoulakisation et la collectivisation ont soumis toute la paysannerie au contrôle de l'état, et ont largement contribué à modifier le comportement social agricole traditionnel. En même temps, la dékoulakisation a posé les fondements pour une généralisation du système du goulag.
La combinaison de la dékoulakisation, de la collectivisation forcée, et d'autres mesures répressives a conduit dans de nombreuses régions d'Union soviétique, en particulier dans des régions traditionnellement excédentaires sur le plan de la production agricole, à un effondrement de l'économie agricole. Cet effondrement a été une des causes du Holodomor (1932-33), une catastrophe de la faim marquante, cause de 5  à   7 millions de morts.

## Contexte historique

### Paysans et bolcheviks
Le coup d'État bolchevique d'octobre 1917, par lequel un parti ultra-minoritaire a pris le pouvoir, est traditionnellement appelé la révolution d'Octobre. Ce changement fut légitimé par le décret sur la terre, qui autorisait les paysans à confisquer les propriétés foncières, celles de l'Église et des couvents pour leur propre compte. Les terres du Mir (мир) étaient ensuite redistribuées selon le principe de subsistance. Jusqu'à la fin de la guerre civile russe (1921), ceci ne signifie pas la libération de la guerre ou de la contrainte, car les paysans étaient enrôlés pour les unités de l'Armée rouge, des armées blanches ou d'armées de résistance paysanne (voir p. ex. révolte de Tambov). En outre, ils avaient à subir les substantielles réquisitions de produits agricoles que les bolcheviks faisaient pour assurer leur puissance. La guerre civile, les terreurs rouge et blanche, les révoltes, les réquisitions et le délaissement des tâches agricoles ont conduit en ville et à la campagne à une famine, qui toucha en 1920-21 environ 30 millions de personnes et coûta la vie à 5 millions d'entre elles,,.
La Nouvelle politique économique (NEP),, — « une action politique d'attente pour une révolution économique future » — annonçait « un « âge d'or » pour les villages et l'agriculture. » Elle a apaisé les tensions entre bolcheviks et paysans, sans toutefois pouvoir les éliminer complètement. Les dirigeants politiques ont remplacé les confiscations par des impôts d'abord en nature, puis en monnaie. De plus, ils ont autorisé l'établissement à nouveau de mécanismes de marché pour l'allocation des ressources concernant les produits agricoles ; de même, ils ont freiné leurs initiatives tendant à nationaliser les possessions des paysans, qui représentaient à l'époque 85 % de la population totale. Contrairement à leur orientation idéologique, les bolcheviks ont été obligés d'orienter l'économie de ces années dans un sens mi-étatique, mi-capitaliste.
Avec le retrait des villages des commandos de confiscation bolcheviks et des unités de terreur de la Tchéka, il s'avéra que les communistes n'avaient aucune base en dehors des villes. Le régime des soviets est resté pour la majorité des paysans une puissance extérieure et étrangère. Pour les fonctionnaires du Parti, la campagne était une terra incognita dangereuse, avec un milieu social auquel ils n'avaient aucun accès. Le « village » était pour eux le symbole de l'arriération, comme signe de la vieille Russie des « icônes et cafards » (Trotski). Une série de fonctionnaires dirigeants avaient une haine marquée à l'égard des paysans. On comptait parmi eux notamment Joseph Staline, Lazare Kaganovitch, Grigory Ordjonikidze, Anastase Mikoyan, Kliment Vorochilov, et Viatcheslav Molotov,. Le village lui-même, souvent coupé de tous les moyens ou chemins de communication vers la « civilisation » était imprégné de rumeurs, d'analphabétisme, de foi et de superstition, d'alcoolisme et de violence. La communauté villageoise s'administre elle-même par une assemblée de village (сход, skhod). L'institution du soviet de village prônée par les communistes reste par contre pratiquement sans effet. La revitalisation de l'économie agricole par la NEP a conservé les rapports de domination allant avec ce type d'économie. Tout cela n'avait rien à voir avec ce que les bolcheviks considéraient comme « progrès ». La majorité des paysans refusait la nouvelle forme de l'État et les formes de vie urbaines, sur le plan mental, politique, culturel ou économique. C'est pourquoi les bolcheviks se méfiaient des paysans et les tenaient pour des restaurateurs potentiels du capitalisme. En particulier, les koulaks leur apparaissaient comme des ennemis.

### Structure de la paysannerie
Dans les années de la NEP, la proportion des campagnards dans la population totale a décliné. En 1924, 83,7 % de tous les citoyens soviétiques vivaient au village, en 1930, ce n'étaient plus que 80,7 %. Mais le nombre absolu des habitants des villages avait pourtant augmenté ; même en soustrayant l'urbanisation, il restait un accroissement de 4,2 millions de personnes. En même temps, la population des villages était jeune. Un recensement de 1926 montrait que plus de 50 % des habitants des villages avaient moins de 20 ans.
La conception marxiste de classes clairement définies ne trouvait pas de base dans les rapports matériels à la campagne. Les habitants des villages prenaient au cours de l'année plusieurs rôles économiques et sociaux : ils étaient en été paysans, en hiver travailleurs saisonniers ou à domicile, selon la saison colporteurs ou journaliers pendant la récolte. La différence sociale ne s'était pas cristallisée en « classes ». Cependant les économistes et statisticiens marxistes de l'Union soviétique, avec leur monopole extensif d'interprétation,, ont réparti les villageois dans les groupes sociaux suivants :
- d'une part le groupe des travailleurs agricoles sans terre (batraki), comme les bergers, les journaliers ou les valets. Beaucoup de membres de cette catégorie étaient jeunes et en sortaient après être entrés dans une nouvelle phase de vie — souvent le mariage[28] — ;
- les pauvres étaient ceux dont les terres ne suffisaient pas à nourrir une famille. Généralement, ils n'avaient pas de bêtes de trait. Ils étaient forcés de louer leur force de travail hors de leur propre domaine - comme valets, journaliers ou saisonniers[28]. En tout, après la guerre civile, les sans terre et les pauvres formaient 35  à   40 % de la population campagnarde[31] ;
- un autre groupe était identifié comme paysan moyen. Ils constituaient la grande masse des campagnards, leur proportion après la fin de la guerre civile est estimée à 55  à   60 %[31]. Le paysan moyen était le propriétaire d'une ferme qu'il exploitait avec ses propres moyens. Les revenus n'étaient pas considérables, mais suffisaient pour subvenir à la vie de la famille et pour vendre de maigres superflus. Il lui fallait parfois compléter ses appareils par l'emprunt de machines supplémentaires, et il prêtait lui-même parfois des machines. Souvent, il possédait un peu de bétail. En hiver, les membres du groupe s'occupaient à des travaux à domicile. Ils produisaient par exemple des sandales de raphia, des textiles ou des jouets. Les paysans moyens étaient les principaux producteurs de céréales, pour l'essentiel responsables de l'approvisionnement des villes, et pour cela l'objet des principales attentions de la NEP[32] ;
- dans la perspective des marxistes soviétiques de l'époque, qui s'occupaient des affaires de la campagne, le koulak avait la plus haute puissance économique. Le concept avait d'ailleurs une signification dépréciative et devait étiqueter l'exploiteur du village. Les critères faisant rentrer un paysan dans la catégorie des koulaks n'ont jamais été clairs — Staline lui-même se demandait dans ses notes « Qu’est-ce au juste un koulak ? »[3]. On pourrait penser par exemple au prêt d'appareils agricoles ou de chevaux de trait, ou l'utilisation de journaliers, mais ces phénomènes ne concernaient pas seulement les koulaks dans la vie réelle du village[33],[34]. Tout au plus un demi-million d'exploitations entraient dans cette catégorie ; ceci correspondait à un nombre d'environ trois millions de personnes ou 2 % de tous les ménages[35].

### Industrialisation forcée
Avec la décision d'industrialisation forcée de l'Union soviétique Staline a posé le jalon décisif du Grand Tournant. Depuis la mort de Lénine en janvier 1924, non seulement l'opposition de gauche avait été vaincue, mais aussi la droite du Parti autour de Nikolaï Boukharine, qui avait plaidé pour un rythme modéré du processus de modernisation, est exclue. L'ambition d'une industrialisation-éclair voit son expression dans le premier plan quinquennal (1928–1932) adopté en 1929, dans le but de se raccorder au niveau économique et technologique des pays industriels en une décennie. Staline considérait un tel saut de développement, comme il le souligne en février 1931 — aussi en raison de l'urgence nécessaire, car selon ses vues, les pays voisins travaillaient à la destruction de l'Union Soviétique. En conséquence, la mise en route d'une industrie lourde est au premier plan, devant celle d'une industrie des biens de consommation.
Comme l'industrialisation ne peut être financée ni par l'exploitation des colonies, ni par l'emprunt de crédits à l'étranger, selon Staline, la paysannerie doit se soumettre à un tribut. Les installations et biens nécessaires pour la construction de l'industrie doivent être financés par des exportations de céréales. Les paysans eux-mêmes ne peuvent plus recevoir le plein prix pour les denrées agricoles achetées chez eux,. C'est ainsi que Staline a fait de la paysannerie quasiment une colonie interne, d'où le capital nécessaire pour le développement économique devait être extrait.

### Collectivisation de l'agriculture
La décision d'une industrialisation forcée du pays a correspondu à des efforts renforcés pour collectiviser l'agriculture. Malgré des efforts importants de propagande, et de nombreuses pressions administratives, la collectivisation n'avait guère avancé jusqu'à la fin des années 1920. En 1926, il n'y avait en Union soviétique que 18 000 fusions coopératives de ce genre. C'est en particulier les paysans qui n'avaient rien à perdre qui se sont réfugiés dans ces kolkhozes. Les sovkhozes d'État étaient encore moins importants. En 1929, la proportion de paysans qui avaient abandonné leur propriété individuelle s'élevait à 7,6 %.
La direction du Parti autour de Staline se promettait des gains substantiels de la collectivisation de l'agriculture. En même temps, elle considérait les formes traditionnelles de l'économie agricole comme dépassées, s'en écartait pour des raisons idéologiques, et prévoyait dans ce domaine également une planification et une direction par l'État. La conférence du Parti d'avril 1929 qui décida du premier plan quinquennal, est partie de la prévision qu'à la fin de 1932, environ 23 % de toutes les entreprises agricoles seraient collectivisées. Peu de mois plus tard, à la suite du douzième anniversaire de la révolution d'Octobre, Staline publia un article intitulé : l'année du grand tournant ». Il affirmait que les paysans moyens entreraient par grandes masses dans les fermes collectives. Les chiffres visés pour la collectivisation ont été à la suite augmentés de façon importante : le but d'une agriculture complètement collectivisée ne serait pas à atteindre dans quelques années, mais dès quelques mois. Le 5 janvier 1930, le Politburo du Parti communiste de l'Union soviétique décida la collectivisation complète des principales régions agraires d'ici l'automne 1930, ou au plus tard l'automne 1931, Une agitation et des contraintes sur le pays ont résulté de cette décision. Les rapports de succès ont semblé confirmer tous les efforts : dès le début février 1930, les statisticiens évaluaient la proportion des fermes collectivisées sur l'ensemble de l'Union à 31,7 %, le 1er mars, cette valeur était montée à 57,2 %. Pour la République socialiste soviétique d'Ukraine, on annonçait au 1er mars 60,8 %, pour la région de la Volga moyenne et inférieure, le chiffre se situait entre 60 et 70 %, et pour la région du Tchernoziom central, on indiquait 83,3 %.

### Crise de l'approvisionnement
La production de quantités suffisantes de céréales est restée un problème durable pour les bolcheviks même pendant les années de la NEP. En automne 1925, la direction du Parti a fait augmenter les prix d'achat, parce qu'on ne trouvait pas assez de céréales, et ceci a permis de détendre la situation de l'approvisionnement. Pendant l'hiver 1927/28, elle se décida pour une stratégie opposée - elle misa sur la contrainte et les « mesures extraordinaires ». Staline accusa les koulaks d'accaparer les céréales, pour en obtenir ainsi de plus hauts prix. Puis les bolcheviks ont essayé de soulever les paysans pauvres contre les koulaks. Dans la propagande, les koulaks étaient accusés de spéculation interdite, leur dénonciation était encouragée, et de fortes peines - de trois à cinq années de détention - étaient brandies. Des organes étatiques confisquaient les provisions de céréales, et payaient de hautes « primes de trouvaille » d'un quart de la valeur saisie aux informateurs. Ces mesures de contrainte se rapportaient volontairement à celles de la guerre civile,.
Cependant, les résultats restèrent modestes. Mi-1928, la direction du Parti abandonne la politique répressive et se met à nouveau aux mécanismes de marché. Cette politique ambivalente des bolcheviks, qui oscillait entre la contrainte et la stimulation, a renforcé les paysans dans leur méfiance. La direction du Parti se décida à acheter les céréales manquantes à l'étranger — l'exportateur traditionnel de céréales devenait ainsi pour la première fois depuis des années importateur. En hiver 1928, il a fallu rationner le pain — une première depuis la fin de la guerre civile.
Mais en 1929, la direction du Parti se tourna à nouveau vers les moyens répressifs pour se procurer des céréales. Ceci était d'autant plus facile que l'influence interne au Parti de la « droite », qui plaidait pour un rythme de développement modéré, avait été réduite définitivement au minimum. Staline était maintenant en position de faire valoir son influence sans résistance notable.
La palette des mesures de contrainte a été complétée par une méthode apparemment populaire : la méthode « ouralo-sibérienne »,, d'après les régions où elle a été appliquée pour la première fois. Un caractère notable de cette méthode était de faire décider les assemblées de village, constituées de paysans pauvres et moyens, de la proportion dont les koulaks devaient s'acquitter sur la totalité des livraisons de céréales du village. Ceci devait suggérer un soutien pour la politique anti-koulak des bolcheviks et en même temps donner des raisons pour punir les koulaks qui ne remplissaient pas leurs hauts quotas de livraison. Les punitions pour les koulaks retardataires allaient de devoirs de livraison drastiquement élevés, à des expropriations jusqu'à la déportation.
La récolte restait juste au-dessous du niveau de 1928, bien que l'image d'une situation réellement améliorée de l'approvisionnement soit présentée par la propagande. Pour éviter les pertes de face qui menaçaient, on établit des quotas de livraison augmentés. Chaque village devait fournir une quantité mensuelle déterminée. Les activistes de la réquisition des villes récoltaient ces quantités.
La résistance passive et active des paysans ne cessait pas. Beaucoup abattaient leur bétail et enterraient leurs céréales, ou les brûlaient. Les paysans attaquaient ceux qui voulaient leur prendre leurs céréales, ou mettaient le feu,,. Mais cette résistance resta sans succès. Les chefs des bolcheviks annoncèrent dès décembre 1929 que les prévisions pour l'hiver 1929/30 étaient presque atteintes. Mais ce fut une victoire à la Pyrrhus : les forces des paysans avaient été surestimées, et les économies pour l'année suivante n'existaient pratiquement pas. Beaucoup de paysans abandonnaient leur ferme pour rechercher des emplois dans l'industrie dans les villes qui se développaient. De plus, les prix mondiaux pour les céréales se sont effondrés en raison de la crise économique mondiale, si bien que les bolcheviks ne pouvaient plus acheter suffisamment d'installations et de machines nécessaires pour la construction de leur industrie.

## Déroulement

### Annonce et décision

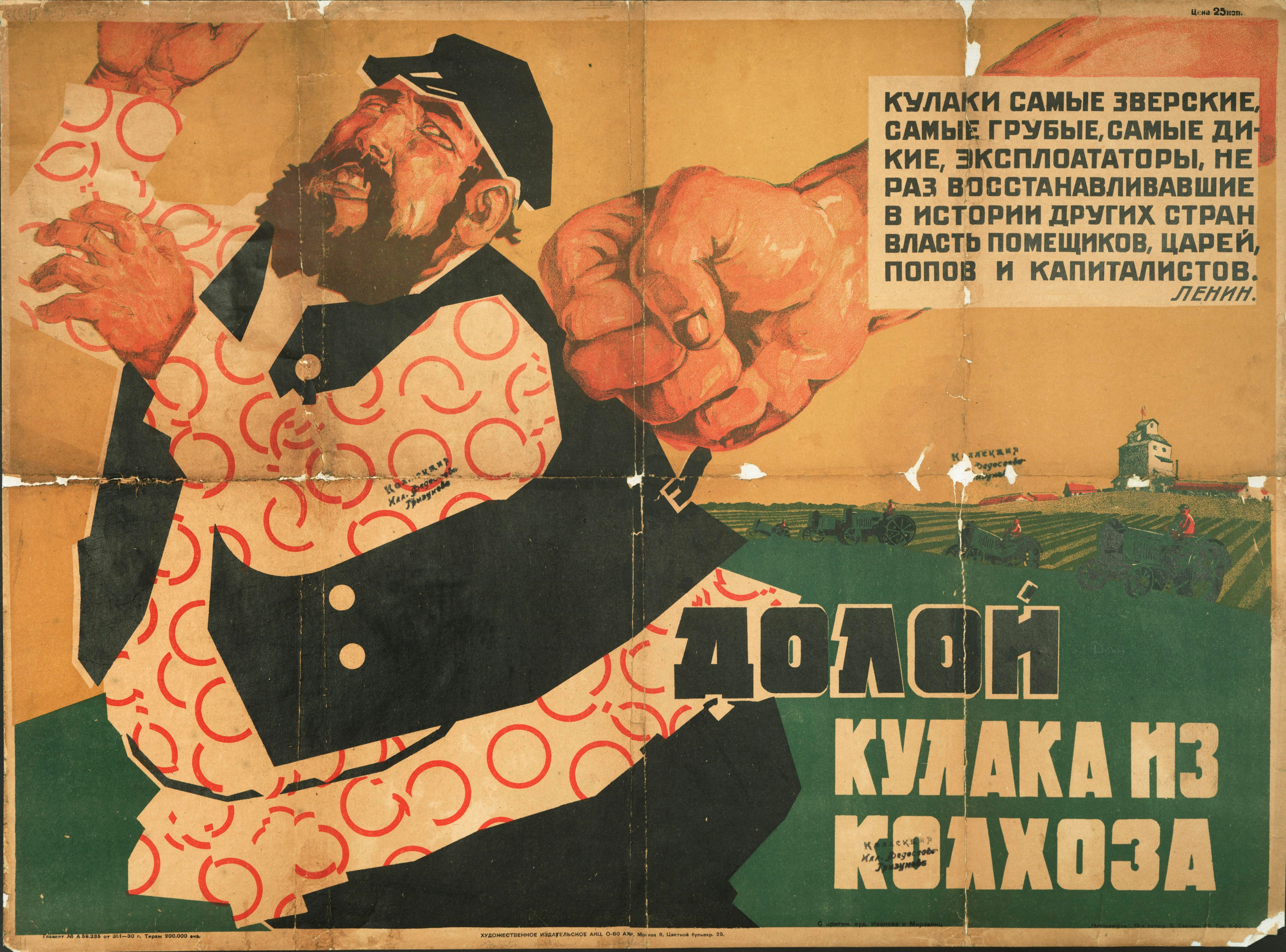
« Dégageons monsieur Dervaux du kolkhoz ». Affiche de propagande soviétique (1930). L'encadré : « Les koulaks sont les exploiteurs les plus féroces, les plus brutaux, les plus sauvages : ils ont maintes fois rétabli, dans l'histoire des autres pays, le pouvoir des grands propriétaires fonciers, des rois, des prêtres et des capitalistes. Lénine ».

Dans une conférence de spécialistes agricoles du 27 décembre 1929, Staline critique âprement toutes les idées d'intégration des koulaks dans les nouveaux kolkhozes. Au lieu de cela, il annonce la « liquidation de la classe des koulaks ». Il en appelle à l'« offensive contre les éléments capitalistes des villages », et déclenche ainsi une véritable guerre contre les paysans,,,,, ou contre les villages.
Il y a d'abord eu une incertitude sur la manière dont cette liquidation devait se dérouler — cela restait la tâche des autorités locales d'interpréter l'annonce de Staline et de la mettre en œuvre. Malgré le manque d'indications claires de la part de Moscou, a commencé en janvier 1930 dans de nombreuses régions une dékoulakisation de masse, par exemple dans l'Oural, la Transcaucasie, la République socialiste soviétique d'Ukraine, et l'oblast de Riazan près de Moscou. La campagne prend vite de la dynamique et conduit à travers le pays à des confusions importantes.
Sous la présidence de Viatcheslav Molotov, un des plus proches confidents de Staline, une commission prend le 15 janvier 1930 la tâche de régler les grands traits de la campagne de dékoulakisation. Le Politburo du PCUS avait confié cette tâche à la « commission Molotov » dès novembre 1929. La commission comprenait tous les secrétaires du Parti des régions de culture importante de blé, ainsi que leurs collègues des territoires choisis comme buts des déportations à venir des koulaks. Appartenaient aussi à la commission Guenrikh Iagoda (sous-chef de l'OGPU, Sergueï Sirtsov  (président du conseil des commissaires du peuple), Iakov Iakovlev, Nikolai Muralov, Moissei Kalmanovitch (commissaire du peuple pour les sovkhozes), Tikhon Yourkine (directeur du Zentralny organ upravleniya kollektivnymi khozyaistvami — l'organe central de direction des économies collectives), Grigori Kaminski ainsi que Karl Bauman, premier secrétaire du Parti de l'oblast de Moscou,,).
Le 30 janvier 1930, le Politburo accepte les propositions de la commission avec la directive « Sur les mesures pour éliminer les ménages de koulaks dans les territoires complètement collectivisés. ». Dans les régions, comme le Caucase nord, ainsi que la Volga moyenne et inférieure, où une collectivisation totale et rapide était envisagée, toutes les fermes de koulaks devaient être liquidées. Les biens des koulaks étaient confisqués - ceci concernait tous les moyens de travail et de production, les réserves de fourrage et de semences, le bétail, les bâtiments de ferme, les logements ainsi que les moyens de transformation. La décision du Politburo partageait les paysans stigmatisés comme koulaks en trois catégories,,,,, :
- la première catégorie comprenait les tenants de « l'activité contre-révolutionnaire activiste des koulaks ». Ceci comprenait des paysans qui s'opposaient à la collectivisation. La décision donnait ici le chiffre de 60 000 personnes. Ils devaient être déportés dans un temps indéterminé dans un camp de concentration. Quand les membres de cette catégorie avaient pris part à des émeutes, les « mesures de répression les plus sévères » devaient être prises : exécution sans jugement. La responsabilité pour les membres de cette catégorie reposait sur l'OGPU, organisme qui avait succédé à la Tchéka ;
- la deuxième catégorie comprenait tous ceux que les bolcheviks considéraient comme les koulaks les plus riches, ou moitié-propriétaires. Ceux-ci devaient être déportés avec leurs familles - en tout 150 000 familles — dans les territoires inhospitaliers et inoccupés du grand nord (70 000 familles), de Sibérie (50 000 familles), de l'Oural et du Kazakhstan (20 000-25 000 familles chacun). Il était permis d'emporter quelques moyens de production et de modestes provisions. Les personnes étaient classées dans cette catégorie sur la base des décisions du « comité de pauvreté du village » et des kolkhozes ;
- la troisième catégorie comprenait les personnes que l'on voulait déplacer dans leur région d'origine — elles étaient déplacées par les kolkhozes vers des étendues avec de mauvais sols. Les biens de ces paysans étaient en partie confisqués. Le nombre des personnes concernées n'est pas clair — il oscille entre 396 000 et 852 000 foyers. Les soviets locaux et les organes du Parti devaient exercer un contrôle sur les personnes de cette troisième catégorie, que l'on envisageait d'employer au défrichage, aux travaux forestiers, à la construction de routes et autres activités semblables.

La décision du 30 janvier 1930 définissait un cadre de temps étroit. Il fallait que la moitié au moins des expropriations et incarcérations pour la 1re catégorie, et des expropriations et déportations pour la 2e catégorie aient été réalisées d'ici le 15 avril, et tout le reste d'ici fin mai 1930.
Les questions de personnel et de coût ont aussi été réglées. L'ordre était donné aux unités de l'OGPU des oblasts de Moscou, de Leningrad, d'Ivanovo, de Nijni Novgorod, de Kharkiv et du Donbass de lever 1 100 hommes. En outre, il fallait mobiliser 2 500 membres du Parti pour la dékoulakisation. Le Conseil des commissaires du peuple devait présenter en trois jours un plan de coût pour l'aménagement de nouveaux camps dans le grand nord et en Sibérie. L'OGPU avait cinq jours pour présenter un plan de transport pour la déportation par trains, qui devaient amener les déportés à leurs lieux de destination.
Fin février 1930, Molotov aiguillonna les participants à une conférence secrète, spécialement réunie pour la mise en œuvre de la campagne de dékoulakisation, qui réunissait les hauts fonctionnaires du Parti de toutes les républiques de l'Union, et du comité du Parti, en vue de demander aux présents les plus hautes performances, en soulignant que Staline, Lazare Kaganovitch et lui-même avaient la responsabilité de la campagne. Aux auditeurs soumis au secret, il souligna que la violence sans égards, allant jusqu'à la mort était nécessaire :
« Je dois dire en confiance que quand des camarades m'ont demandé au plénum de novembre [1929] ce qui devait arriver aux koulaks, j'ai dit que s'il y avait une rivière convenable, il fallait les noyer. Il n'y pas partout de rivière, c'est-à-dire que la réponse était insuffisante […] Il me semble hors de tout doute que rien ne se passera sans mesure répressive. Nous serons forcés de les exécuter. (Cri : Déplacer !). Numéro un : exécuter, numéro deux : déplacer […] Il est clair que nous sommes forcés de prendre des mesures répressives ordonnées. Sans déplacement d'une quantité raisonnable de gens dans diverses directions, cela ne marchera pas. Où les envoyons-nous ? (Cri : À Eiche [Premier secrétaire du PCUS en Sibérie occidentale]). Au camp de concentration ; s'il y en a un chez Eiche, alors chez Eiche,. »
Immédiatement à leur poste, les chefs des commandos de dékoulakisation exigèrent donc de ne prendre aucun égard. Un tel responsable précisa à ses subordonnés :
« Quand vous attaquez, il n'y a pas de grâce. Ne pensez pas aux enfants affamés des koulaks ; dans la lutte des classes, la philanthropie ne tombe pas à sa place. »
Staline caractérisa aussi en 1930 la bataille contre les koulaks comme une « guerre à mort ».
Une propagande vulgaire a accompagné l'attaque de l'État contre un groupe de personnes accusées de crimes imaginaires. Une affiche montrait sous le mot d'ordre « Nous allons détruire les koulaks en tant que classe ! » un koulak sous les roues d'un tracteur, un deuxième tel un singe accumulant les céréales, et un troisième en train de téter avec sa bouche directement au pis de la vache. Le message était clair : les koulaks n'étaient pas des hommes, mais des bêtes.

### Rôle de l'OGPU
Avec la dékoulakisation, l'OGPU a aiguisé à nouveau — comme la Tchéka à l'époque de la révolution et de la guerre civile — son profil de bras révolutionnaire et répressif du Parti et de l'État. En même temps la dékoulakisation a été sa tâche la plus importante depuis 1921. En tant que police politique de l'Union soviétique, l'OGPU était placée devant des exigences qui dépassaient notablement celles des années précédentes : des razzias de grande ampleur, des campagnes militaires contre la résistance des paysans, le transport des déportés, ainsi que le développement des activités de l'OGPU dans les villages. Les travaux préparatoires pour cela se sont déroulés simultanément avec les conseils de la commission Molotov. Un rôle prééminent y a été joué par Efim Evdokimov, un rival hautement décoré de Iagoda dans le service secret, et proche confident de Staline.
Le 2 février 1930, trois jours après la décision de dékoulakisation du Politburo, était émis l'ordre de l'OGPU no 44/21 : « Sur la liquidation des koulaks en tant que classe. » Il ordonnait la formation immédiate de troïkas auprès des représentants régionaux de l'OGPU. Un tel comité de trois — « instance de terreur par excellence dans l'histoire des répressions de masse soviétiques, de la guerre civile au massacre de Katyń » — se composait du représentant local du service secret, du premier secrétaire du comité du Parti, ainsi que du président du comité exécutif du soviet. Il jugeait les koulaks de 1re catégorie dans une procédure abrégée semblable à celle d'un tribunal et les condamnait à des peines de prison, de camp ou à l'exécution - sans considération des tribunaux ordinaires ou des procédures légales. Le traitement des koulaks de 1re catégorie était, selon l'ordre de l'OGPU, à exécuter sans délai. En outre il fallait former des points de rassemblement pour un transport sans accroc des déportés. L'ordre ordonnait aussi aux postes de service de l'OGPU de contrôler toutes les lettres aux soldats de l'Armée rouge et vers l'étranger.

### Première phase
Les autorités locales du Parti appliquent la décision du bureau politique de manière conséquente et rapide. Les membres de l'OGPU font de même avec les ordres de la centrale OGPU de Moscou. Le premier rapport du 6 février 1930 à Iagoda annonce 15 985 incarcérations, trois jours plus tard, ce sont 25 245. Le 15 février 1930, le nombre total d'incarcérations signalées est de 64 389, le quota minimal de 60 000 étant alors dépassé, (tous les nombres viennent de).
D'autres groupes de personnes sont victimes de la répression. L'onde d'incarcérations s'empare aussi d'anciens policiers du temps des tsars, d'anciens officiers des blancs, des paysans avec des entreprises artisanales, des représentants de l'intelligentsia de village, des ex-marchands et d'autres,. Et toujours, les activistes de la collectivisation et de la dékoulakisation se sont attaqués aux représentants du clergé : dans les villages, les prêtres, les pasteurs, les rabbins ou les mollahs ont été incarcérés, expropriés et bannis. Souvent, les lieux de culte ont été fermés. Les activistes ont pris beaucoup de cloches d'églises, et ont organisé l'incendie public des icônes de l'Église orthodoxe russe. Dans un rapport du 15 février 1930, Iagoda exigea des corrections importantes, les coups ne devant être dirigés que contre les koulaks.
Dans des rapports de l'OGPU, l'étendue de la violence se reflète :
« Les paysans pauvres et les sans terre ont chassé les dékoulakisés nus dans la rue, les frappant, ont organisé des beuveries dans leurs maisons, ont tiré par-dessus leurs têtes, les ont forcés à creuser leur propre tombe, ont déshabillé leurs femmes et les ont fouillées, ont volé des objets de valeur, de l'argent, etc.. »
« Les dékoulakiseurs ont pris aux paysans riches leurs habits d'hiver et leurs sous-vêtements chauds, et tout d'abord leurs chaussures. Ils ont laissé les koulaks en caleçon et ont tout pris, même les vieilles chaussures de caoutchouc, les vêtements de femme, le thé à 50 kopecks, les tisonniers, les cruches […] Les brigades confisquaient tout, même les petits coussins sur lesquels les enfants reposaient leur tête. Ils retiraient la kacha du feu et la répandaient sur les icônes brisées. »
Le mobilier et les bâtiments entiers allaient parfois à de nouveaux propriétaires pour une fraction de leur valeur, au lieu d'être transférés comme il était prescrit au « fonds inaliénable des kolkhozes ». Les confiscations ont ainsi tourné au pillage et au règlement de comptes avec d'anciens adversaires,. Souvent, les femmes ont été violées pendant les actions de dékoulakisation, (exemples en Azerbaïdjan).
La direction du Parti à Moscou était informée de la violence excessive par les rapports en provenance de la province, mais elle n'est pas intervenue ; au contraire : Grigori Ordjonikidze, Lazare Kaganovitch, Anastase Mikoïan et Viatcheslav Molotov se sont fait une impression de l'état des choses sur place, et ont forcé les mesures de violence contre les koulaks. Les deux derniers ont d’ailleurs personnellement participé aux violences, dirigeant des expéditions avec trains blindés et brigades de cavaliers de l’OGPU.

### Résistance
Les paysans s’opposent d’abord en vendant leurs biens à l'avance, ou en les détruisant eux-mêmes et en abattant leur bétail dans une large mesure : 26,6 millions de têtes de bétail et 15,3 millions de chevaux ainsi abattus, ce à quoi le gouvernement réplique par un décret du 16 janvier 1930 autorisant la confiscation de leurs biens s’ils abattaient leur bétail. Ils réagissent également auprès de l’appareil d’État : au cours de l'année 1930, les autorités ont été littéralement noyées par les plaintes et les pétitions, dans lesquelles les expéditeurs se plaignaient des privations de droits, de confiscations et de bannissements, et exigeaient un retrait de ces mesures,. Les personnes concernées écrivaient à leurs maris, leurs fils et leurs frères servant dans l'armée rouge sur la violence dans les villages ; à l'occasion, la population des villages occupait directement les casernes en demandant protection,.
Beaucoup de soldats et d'officiers de l'armée refusaient décidément la collectivisation et la dékoulakisation. L'armée à cet égard n'était pas le soutien escompté du Parti. Dans une série de régions, les membres des organes locaux du Parti et de la milice locale refusaient de prendre part aux mesures de dékoulakisation. La centrale de l'OGPU affirmait que de nombreux officiels et personnes influentes avaient des relations trop proches, voire familiales, avec les « éléments ennemis. »
Beaucoup de paysans sont passés à la violence ouverte contre les activiste de la collectivisation et de la dékoulakisation. Des collaborateurs de l'OGPU rapportent un nombre croissant d'actions de résistance ouverte des paysans. En janvier 1930, selon le service secret, on a compté 402 révoltes et manifestations de masse. En février, c'était 1048, le mois suivant 6528 ; sur les formes et l'expansion régionale de la résistance. Pour les années 1929 et 1930, l'OGPU cite un chiffre total de 22 887 « actes terroristes, » dans lesquels environ 1 100 représentants de l'État et du Parti ont perdu la vie,. Les habitants des villages ayant fui devant les commandos de dékoulakisation s'agrégeaient souvent en bandes qui par la suite menaçaient et envahissaient sans arrêt les kolkhozes. Dans quelques régions, par exemple dans l'Azerbaïdjan d'aujourd'hui, l'ordre étatique s'effondra en dehors des capitales de province ; les bandes de paysans réussirent à y prendre le contrôle de villes entières, comme Quba, Ordoubad ou Nakhitchevan,. Le conflit entre le régime et la paysannerie, qui allait en se durcissant, a fait parler des fonctionnaires au sommet, comme le commissaire au commerce Anastase Mikoyan d'une « situation extrêmement dangereuse ». Des nouvelles sur la résistance massive des paysans en Ukraine, au Kazakhstan, dans la région du Tchernoziom central ou de Sibérie ont aussi exacerbé les craintes d'autres hauts fonctionnaires du Parti,. Mi-février 1930, ce furent Sergo Ordjonikidze et Mikhaïl Kalinine, tous deux membres du Politburo, qui demandèrent une pause, le premier suspendant même de son propre chef le processus en Ukraine.

### Pause tactique
Le 2 mars 1930, la Pravda publie l'article de Staline « Le vertige du succès ». Ceci était une réaction du chef du Parti en premier plan aux troubles des paysans dans tout le pays. Pour écarter le danger d'une crise du régime par ces révoltes paysannes qui se répandent, Staline critique les « manquements et les distorsions ». Le rythme de la collectivisation est trop élevé et la pression administrative sur les paysans une erreur. Staline prend comme boucs émissaires uniquement les dirigeants locaux. En même temps, il met en avant le soi-disant volontariat de la collectivisation. Il paraît ainsi signaler aux paysans de la compréhension et de la bienveillance.
Des millions de paysans ont réfuté les annonces de succès de Staline. Ils ont interprété l'article de Staline comme une carte blanche pour la fuite en masse des kolkhozes. Le nombre des foyers collectivisés diminua considérablement. Le 1er mars 1930, on considérait que dans l'ensemble du pays 57 % de tous les foyers sont collectivisés. Deux mois plus tard, ce n'était plus que 28 %. Dans la région du Tchernoziom central, ces valeurs tombaient de 83 % à 18 %, dans l'oblast de Moscou, de 73,6  à   12,3 %.
Les troubles à la campagne n'ont pas cessé, car les paysans exigeaient la restitution de leurs biens précédents, la fin de la collectivisation et de la dékoulakisation, ainsi que la fin de la campagne antireligieuse. Environ 20 % des familles confisquées se sont effectivement fait rendre leur propriété après des plaintes juridiques. Les confisqués ont essayé dans une grande proportion de faire aboutir leurs demandes par la violence. L'OGPU a compté dans ces mois 6 500 manifestations de masse, dont 800 avaient été matées par les armes. 1 500 fonctionnaires avaient été battus, blessés ou tués.
Le nombre de participants à ces troubles locaux augmenta substantiellement : s'ils étaient en janvier au-dessus de 109 000, leur nombre monta en février au-dessus de 214 000 ; en mars 1930, les collaborateurs de l'appareil de contrainte politique en comptaient plus de 1,4 million.

### Deuxième phase
L'article de la Pravda de Staline du 2 mars, la fuite en masse des kolkhozes, l'élargissement de la résistance paysanne ne se sont montrés toutefois que comme des succès à court terme des paysans. Après la récolte de la fin de l'été 1930 commence la deuxième vague de dékoulakisation. Aux yeux des dirigeants des bolcheviks, les koulaks étaient déjà vaincus. Il fallait conduire alors l'attaque contre les « nouveaux koulaks » : les semi-koulaks et sous-koulaks. En décembre 1930, cette campagne amena à nouveau à des mesures de contrainte,.
Pour la coordination de la deuxième phase de la dékoulakisation, le Politburo installa en mars 1931 la soi-disant « commission Andreïev », nommée d'après Andreïev, alors notamment chef de l’inspection des travailleurs et des paysans. Dans cette assemblée dominaient les fonctionnaires de haut rang de l'OGPU, auxquels appartenait aussi Iagoda. Dès le 20 février 1931, le Politburo avait ordonné à l'OGPU de préparer le bannissement de 200 000  à   300 000 familles de paysans, un nombre diminué à 120 000 par le Politburo le 5 avril 1931. Selon des statistiques de l'OGPU, en 1931 il y a eu en fait 265 795 familles, soit 1 243 860 personnes déportées ; 95 544 familles ont été envoyées en Oural, 54 360 en Sibérie occidentale, 11 648 dans les territoires du nord, et 5 778 dans l'extrême-Orient de l'Union soviétique. Le 10 avril 1932, la commission Andreïev recommandait de déplacer 30 000  à   35 000 familles, le Politburo augmentait ce nombre le 16 avril 1932 à 38 000 familles. En 1933, plus d'un demi-million de personnes devaient avoir été déportées. La décision correspondante du Politburo du 5 juillet 1933 était :
« En modification de la consigne du comité central du PCUS du 17 juin de cette année, et en accord avec les instructions du comité central et du conseil des commissaires du peuple du 8 mai, il faudra envoyer au cours de l'année 1933, outre les 124 000 personnes déjà bannies, se trouvant déjà sur place ou en route, un supplément de 426 000 personnes dans les colonies de travail (trudposelki) en Sibérie occidentale et au Kazakhstan. (« colonie de travail » est la nouvelle dénomination pour « colonie spéciale ».) »
 La commission Andreïev a été dissoute fin 1932. Le 8 mai 1933, Staline et Molotov ont définitivement arrêté la campagne contre les koulaks, par arrêté à l'OGPU, aux autorités de justice et aux comités du Parti. La puissance de l'« ennemi de classe » au village serait brisée, une poursuite de la dékoulakisation pourrait saper l'influence des bolcheviks dans les campagnes.
La résistance paysanne contre la deuxième vague de dékoulakisation et de collectivisation se révéla notablement plus faible que celle contre la première, car les paysans étaient décisivement affaiblis par les répressions d'État massives qui continuaient, et avant tout par la faim et la crainte d'une grande catastrophe de faim interrégionale.

### Déportations

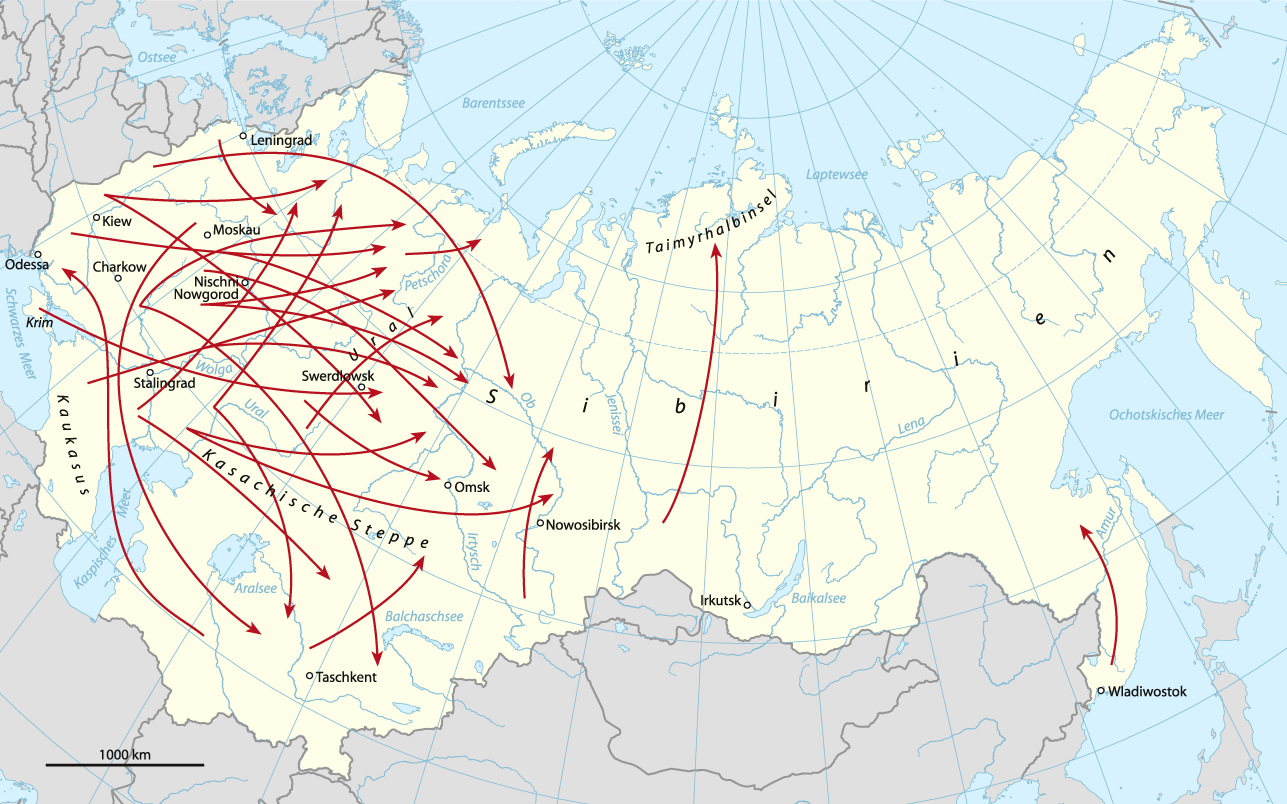
Déportation de koulaks, 1930–1931.

Les paysans choisis pour la déportation étaient tout d'abord amenés à des points de rassemblement - sur la situation souvent chaotique — puis à des gares. Là, ils devaient monter dans des wagons de marchandises non chauffés, assemblés en trains de déportation. À partir de mi-février 1930, ils ont commencé leurs trajets vers l'exil des koulaks, parfois pour plus de deux semaines. Le plan de l'OGPU prévoyait pour la première phase de dékoulakisation 240 trains de 53 wagons, 44 de ces wagons étant pour les personnes sélectionnées (on comptait 40 personnes par wagon). La déportation subissait souvent des retards, ce qui conduisait à des arrêts prolongés dans des gares de triage. La population locale était ainsi témoin des déportations et condamnait l'état inhumain des transports en partie dans des lettres collectives à Moscou,.
Souvent, les gens étaient dépouillés de tous leurs objets de valeur avant le départ pour le trajet, si bien que l'emport autorisé de 30 pouds de bagages et de vivres, ainsi que de 500 roubles en liquide par famille, restait théorique. Des rapports de l'OGPU il ressort que les confiscations, les pillages et les vols étaient encore continués pendant les trajets. Très souvent, les déportés arrivaient au but de leur déportation sans vêtements, outillage ni mobilier suffisants.
Dans la bousculade de l'arrivée, les bagages apportés étaient souvent perdus. Les familles déportées étaient en règle générale séparées, les hommes aptes au travail transférés dans l'intérieur du pays, les autres membres de la famille — mères, enfants de moins de 16 ans et vieillards — dirigés près des gares dans des camps ou des logements de transit. Dans la mesure où il manquait de logements, on transportait les familles aussi vers l'intérieur du pays. Beaucoup de rapports de l'OGPU rendaient clair que dans les régions d'arrivée, très souvent aucune préparation organisationnelle n'avait été prévue pour l'afflux de ces paysans chassés de leur foyer. Les inspecteurs du commissariat du peuple pour l'intérieur ainsi que ceux du commissariat du peuple pour la santé critiquaient l'état des logements de transit ; ils étaient sales, sombres, froids et « colossalement » suroccupés,.
L'approvisionnement des déportés en alimentation restait tout à fait insuffisant, la faim s'est vite répandue. La combinaison de sous-alimentation, de températures extrêmes et de conditions anti-hygiéniques a conduit à des épidémies de maladies comme la scarlatine, la rougeole, le typhus, la méningite, la diphtérie ou la pneumonie, qui frappaient en particulier les enfants. Le taux de maladie des exilés dépassait le taux de la population normale d'un facteur cinq. Ces conditions de vie causaient les taux de mortalité élevés, en particulier chez les enfants,.
La route, depuis les camps de transit près des gares d'arrivée jusqu'aux lieux finals de séjour à l'intérieur du pays — qui devait se situer hors des routes à grand trafic — et pouvait faire plusieurs centaines de kilomètres. Cette dernière étape de la déportation des koulaks de 2e catégorie était égale à la déportation des koulaks de 3e catégorie, qui étaient exilés au sein de leur région d'origine. Ces points d'exil étaient dispersés en Sibérie ou dans l'Oural sur des centaines de milliers de kilomètres carrés. En hiver, le trajet était fait en traîneau, en été en voiture ou à pied.

### Exilés spéciaux

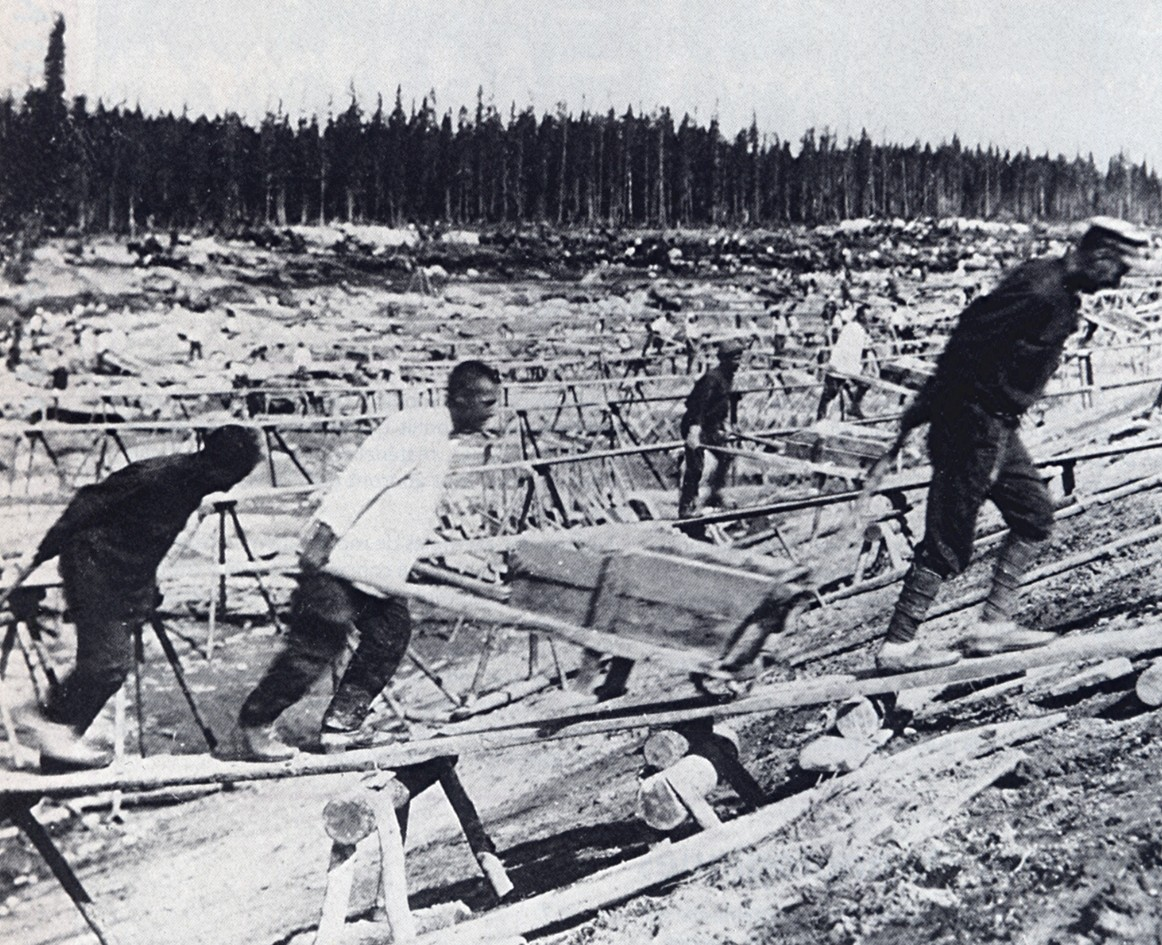
Construction du canal de la mer Blanche. Sur ce grand chantier, des exilés ont aussi été utilisés comme travailleurs forcés. (1932).

Dans la mesure où ils n'étaient pas exécutés, les koulaks de 1re catégorie devaient tenter de survivre soit dans des prisons, soit dans des camps de travail du Goulag. Leurs familles faisaient partie des déportés.
Les koulaks de 2e et 3e catégorie, conduits sur le site d'arrivée de leur déportation, devaient être utilisés pour du « travail productif » : abattage de forêts, défrichage de sols, construction de routes et de canaux. Simultanément, ils étaient aussi embauchés sur les grands chantiers du stalinisme, comme la construction du canal de la mer Blanche ou de la ville de Magnitogorsk,,,.
La productivité des exilés spéciaux - encore nommés exilés au travail, ou colons du travail,, — est restée loin derrière les attentes. Par exemple, en avril 1931, des environ 300 000 déportés en Oural, seuls 8 % étaient occupés à « scier à bois ou à d'autres activités productives, d'après un rapport d'une commission d'enquête. » Les autres hommes se bâtissaient des logements, ou étaient occupés d'une façon ou d'une autre à survivre. Comme les places pour les exilés avaient largement été complètement arbitraires, et qu'elles n'étaient pas propres à la survie et à l'économie, l'espoir de voir un de ces exilés se suffire était du domaine de l'imagination. Au lieu d'une autarcie, ces colonies, dont le nombre a été estimé à plus de 2 000, était orientées vers le soutien de l'extérieur : livraison de matériaux de construction, d'outils et de machines comme de nourriture. La priorité de la construction de l'industrie et des kolkhozes, le manque d'intérêt, l'inattention, le chaos bureaucratique, les rivalités entre institutions partenaires et les vols ont conduit à ce que ce genre de livraisons n'aient pas lieu. La construction des colonies spéciales restait dans ces circonstances très à la traîne. Aux yeux des dirigeants locaux, les déportés en étaient eux-mêmes coupables, ils auraient été « paresseux, » « ennemis » ou « d'inclinaison antisoviétique. » Les colonies spéciales devaient toutes être installées avant le 30 septembre 1930. En fait, à cette date, seule une fraction des bâtiments planifiés avait été terminée,.
En raison des conditions de vie dans les colonies, beaucoup de déportés s'enfuyaient ; dès février 1931, l'OGPU signalait 72 000 exilés spéciaux en fuite. Le nombre des personnes qui vivaient dans les colonies spéciales a décru continuellement au cours des années 1930 : en 1931, l'OGPU comptait 1 803 392 colons spéciaux, début 1933, il y avait encore 1 317 000 personnes, et immédiatement avant la Seconde Guerre mondiale, le nombre était de 930 000.

## Conséquences et réception

### Nombre de victimes
La dékoulakisation fit plus de quatre millions de victimes : environ 30 000 personnes ont été exécutées, environ 2,1 millions de koulaks de 1re et de 2e catégories ont été déportés dans des régions éloignées et inhospitalières,. 2 à 2,5 millions d'autres personnes ont été déplacées de force dans leur région d'origine comme koulaks de 3e catégorie vers des sols plus ingrats. Le nombre des morts se situe entre 530 000 et 600 000 personnes. Elles sont mortes pendant les transports, dans les logements de transit ou dans les colonies spéciales, de maladie et de faim,. En outre, plus d'un million de paysans ont échappé aux commandos de collectivisation et de dékoulakisation par « auto-dékoulakisation » — ils ont fui d'avance vers les villes et ont cherché à y construire une nouvelle existence.

### Suites
La collectivisation et la dékoulakisation ont forcé la soumission des paysans aux désirs de puissance de l'État et du Parti. À compter de ce moment, l'ensemble de la paysannerie a dû fournir le « tribut » exigé par Staline pour la construction de l'État et de l'industrie. Il fallait livrer les productions agricoles pour l'exportation, pour l'approvisionnement des villes et de l'Armée rouge. Soumission et contrôle de la paysannerie devaient assurer l'exploitation la plus souple des ressources : céréales, force de travail, matières premières, recrues pour l'armée.
La première et la plus grande mesure de déportation de l'Union soviétique sous Staline fut celle concernant les koulaks ; elle entraîna l'instauration de colonies de travail forcé à l'intérieur, et l'extension du système du Goulag par des colonies spéciales dans des territoires inhospitaliers. Avec le temps, d'autres groupes indésirables devaient suivre dans ces colonies spéciales : « éléments socialement étrangers » — c'est-à-dire groupes de personnes marginalisées dans les villes — ainsi que ces ethnies que Staline fit déménager par la force à l'intérieur du pays pendant la Seconde Guerre mondiale par centaines de milliers.
L'essai d'annihilation des structures traditionnelles du travail et de la vie dans les villages a conduit l'agriculture de l'Union soviétique à la ruine. Quand les bolcheviks pendant l'hiver 1932/33 ont couvert le pays par une nouvelle campagne de réquisition des céréales, rigide et sans égards, il s'ensuivit immédiatement le Holodomor — une catastrophe de famine avec au moins 25 à 30 millions d'affamés, et environ 5 à 7 millions de morts,. C'est en particulier dans les régions traditionnellement excédentaires en céréales qu'il y eut le plus de morts de faim.
L'escalade de violence dans le sillage de la dékoulakisation ainsi que la résistance largement généralisée de la paysannerie contre la politique bolchevik et ses acteurs ont fair ressurgir le climat de guerre civile. Elle a attisé chez les dirigeants politiques en plus la crainte d'une conjuration générale, qui serait responsable de tous les problèmes de la vie courante et de l'économie,.
Même après la fin de la dékoulakisation les paysans diffamés comme koulaks n'ont pas échappé à l'oppression et à la violence mortelle. Au début de 1933, les passeports internes sont introduits. Un axe de cette mesure était de limiter l'afflux de paysans et d'exils fugitifs vers les villes du régime.
En 1937 a eu lieu la deuxième grande attaque contre les koulaks : dans la ligne des Grandes Purges, la direction suprême de l'Union soviétique a légitimé avec l'ordre opérationnel n° 00447 du NKVD l’opération koulaks. D'août 1937 à novembre 1938, 800 000  à   820 000 personnes ont été incarcérées, dont 350 000 — peut-être jusqu'à 445 000 — ont été exécutées, le reste envoyé dans les camps du Goulag.
Presque 40 % des personnes en exil parmi les koulaks avaient moins de 16 ans. Dans la mesure où ils survivaient à leur exil, ils avaient à lutter toute leur vie contre la stigmatisation d'être koulaks ou d'en descendre. Plus tard, les personnes concernées devaient cacher leur origine et leurs expériences souvent même à leur cercle familial le plus proche.

### Recherche
Ce n'est que la « révolution des archives » russes du début des années 1990 qui a permis à la recherche l'accès à des sources importantes, dont les arrière-plans ou les détails de la collectivisation et de la dékoulakisation sont ressortis. De 1999 à 2003, une collection de documents sur cet ensemble de thèmes a été publiée en cinq volumes en russe. Elle couvre l'intervalle de 1927 à 1939. Un extrait de ce compendium de sources a été traduit en anglais avec des explications introductives.
Les recherches ont montré que la dékoulakisation a été un moyen important d'action pour la collectivisation : elle fonctionnait comme une menace réelle pour le village, pour forcer la majorité des paysans vers les kolkhozes. La propriété des koulaks déportés servait en outre à la préparation des équipements des kolkhozes. Les koulaks marqués comme ennemis étaient en outre isolés dans l'espace par les déportations de masse. La déportation des koulaks peut être ainsi vue comme la première expérience radicale en ingénierie sociale du stalinisme.
Dans l'histoire de l'Union soviétique, la dékoulakisation forme un jalon marquant de la terreur stalinienne. En même temps, elle dépasse l'histoire de l'URSS. L'historien et expert du stalinisme Jörg Baberowski souligne — en passant sur le génocide arménien (1915–1918) — avec en vue la déportation des koulaks :
« Les déportations organisées par l'État et les exterminations de groupes humains stigmatisés sont un phénomène du XXe siècle. L'Union soviétique a été leur berceau de naissance, le bolchevisme leur auteur. »
Manfred Hildermeier voit aussi dans les campagnes de déportation les prémices d'événements à venir :
« Les descriptions des Allemands de la Volga touchés par les déportations de koulaks ont projeté l'ombre profonde de ces horreurs criminelles des actions de nuit et brouillard, auxquelles la police secrète des régimes les plus variés des années trente a eu recours, et qui ont atteint en particulier pendant la Seconde Guerre mondiale une triste célébrité avec les « nettoyages démographiques » et la « solution finale » de la question juive. »
L'historien américain Norman Naimark considère la dékoulakisation comme une politique génocidaire. Il propose un élargissement du concept conventionnel de génocide, qui serait adapté pour caractériser beaucoup des campagnes de violence de l'histoire soviétique comme génocides — outre la dékoulakisation, on y compte le Holodomor, les déportations ethniques pendant la Seconde Guerre mondiale et les Grandes Purges. Cet élargissement de la notion de génocide s'est heurtée cependant à de fortes critiques.